# Royaume du Djolof
1549 – 1875
Entités précédentes :
- Empire du Djolof

Entités suivantes :
- Colonie du Sénégal

Le royaume du Djolof (en arabe جولوف) est un État historique d'Afrique occidentale établi du XVIe siècle  au XIXe siècle dans le centre du Sénégal actuel, aux confins des régions de Louga, de Diourbel et de Matam.
Pendant près de deux cents ans, les dirigeants wolofs de l'empire du Djolof ont collecté un tribut auprès des États des rois vassaux qui avaient volontairement accepté de rejoindre la confédération. Cependant, lors de la bataille de Danki en 1549, le Buur-ba Jolof fut vaincu par le seigneur de Kayor, ce qui entraîna la désintégration rapide de l'empire. Le Djolof a survécu en tant qu'État croupion, incapable d'accéder au commerce atlantique entre ses anciens territoires vassaux et les Portugais.

## Histoire
Le dernier Buur-ba d'un empire du Djolof uni, Leele Fuli Fak, fut tué à Danki en 1549. Ses fils étaient enfants, et c'est ainsi que leur oncle Alboury devint régent. Il a cependant refusé de céder le pouvoir lorsqu'ils sont devenus majeurs, ce qui a conduit à une guerre civile au cours de laquelle Giran Buri Jeleen l'a vaincu et tué. Avec le Djolof affaibli, les Deniankes du Fouta-Toro ont fait du Djolof et du Waalo leurs vassaux, bien que cela soit en grande partie nominal. Les burbas du Djolof tentèrent à plusieurs reprises à la fin du XVIe et au début du XVIIe siècle de reconquérir le Cayor, mais sans succès, bien qu'ils aient conservé une partie de leur cachet impérial et de leur influence auprès de leurs anciens vassaux.
Biram Penda Tabara succéda à son oncle Giran, ce qui donna lieu à une période de conflits de succession. Sous son règne, en 1670, une rébellion régionale éclata contre les dirigeants wolofs de Sénégambie, menée par des religieux musulmans de Maurétanie. Il aurait mené dix batailles contre les musulmans avant de finalement les chasser du Djolof. Les Maurétaniens ont néanmoins un problème ; le Waalo en particulier souffre de leurs incursions constantes.

### Guerre civile
La mort de Biram Penda Tabara a inauguré une longue période de guerre civile au Djolof. Le collège électoral a choisi son demi-frère maternel Biram Mbaakure comme Buurba, mais un candidat rival, Bakar Penda Xole, s'est exilé au Cayor avec ses partisans. Avec le soutien du Damel et du teigne (roi) Lat Sukabe Fall, il marcha sur le Djolof et tua Biram Mbaakure à la bataille de Batal en 1693,. Le fils de Biram Penda Tabara, Bakar Kor Njaare, a cependant résisté à cette invasion extérieure. Il s'exila également avec ses partisans, mais à son retour il fut vaincu. Une attaque sur le Cayor se termina également par une défaite, et il mourut en exil au Waalo peu de temps après. Un autre prétendant, Bakantam Ngaan, assassina Bakar Penda Xole et fut à son tour couronné Buurba. Son règne fut cependant de courte durée. Alboury Jaxeer Lodo, partisan de Bakar Kor Njaare, assiège Bakantam Ngaan dans la capitale de Ceng, s'empare de la ville et le tue.
Après sa victoire, Alboury Jaxeer déplaça la capitale de Ceng, qui avait soutenu son rival, vers la ville plus loyale de Warkhokh. Cependant, seulement deux ans après le début de son règne, son pouvoir fut contesté par son neveu Bira Yamb Majigeen Ndaw. Deux batailles, l'une à Warkhokh et l'autre à Njabakundam, furent indécises. Alboury Jaxeer s'allia au Damel du Cayor, mais fut néanmoins vaincu lors d'une troisième bataille à Ndipa et contraint à l'exil.  L'accession au pouvoir de Bira Yamb Ndaw a marqué la fin de la période de guerre civile.

### Le XIXe siècle et la présence française croissante
Au début du XIXe siècle, les Maures du Trarza dominaient la vallée du fleuve Sénégal grâce à leur monopole sur le lucratif commerce de la gomme arabique. Ils attaquaient fréquemment le Djolof pour récupérer des esclaves et du butin jusqu'à ce que le buur-ba Mba Buuri commence à payer un tribut annuel vers 1820, bien que les raids aient repris et que le conflit se soit intensifié dans les années 1830 et 1840. Durant cette période, le pouvoir central était faible, mais le bergel Makura Niang, dominant une série de buur-bas, maintenait l'ordre dans le royaume. À sa mort vers 1848, le Djolof fut déchiré par des conflits de succession et des interventions étrangères jusqu'en 1864.
En 1865, les forces de Maba Diakhou Bâ dirigées par Lat Dior envahirent le Djolof et chassèrent le buur-ba Bakantam Khadi, qui avait refusé de se convertir à l'islam, en exil à Bambouk. Maba fut contraint de se retirer quelques mois plus tard pour faire face à une révolte et à une invasion française dans sa base du Saloum, et les buur-ba revinrent, déplaçant la capitale à Yang-Yang, mais ne furent pas en mesure de rétablir complètement l'ordre.
En 1870, un autre réformateur, Cheikh Ahmadou Bamba de l'Imamat du Fouta-Toro, tenta à nouveau de convaincre les buur-ba de se convertir. Finalement, il réussit à intimider les dirigeants politiques du royaume, à islamiser l'État, et il s'y installa avec ses nombreux partisans.

### Alboury Ndiaye
La résistance subsista cependant, menée par les tuube Sanor Ndiaye et Alboury Ndiaye. Après de nombreux revers, une alliance de Ndiaye, Lat Dior, Ibra Almaami du Fouta-Toro et les Français vainquirent et tuèrent Amadou Bamba lors de la bataille de Samba Sadio le 11 février 1875. Alboury Ndiaye devient alors de facto buur-ba, avec un oncle aîné comme figure de proue.
Ndiaye rétablit un contrôle royal ferme sur le Djolof, mit fin aux fréquentes incursions, favorisa le commerce et la production agricole et poursuivit l'islamisation du pays. Il soutint son cousin Lat Dior dans un conflit avec les Français au sujet de la construction d'un chemin de fer, créant une tension temporairement résolue par un traité favorable en 1885. En 1886, il défait une invasion venue du Cayor par le damel installé par les Français à la place de Lat Dior lors de la bataille de Gile. En 1890, le Djolof était le seul royaume indépendant restant dans l'ouest du Sénégal, et Alboury Ndiaye prévoyait d'évacuer une grande partie de la population vers l'est, loin de l'influence française. Pour éviter cela, une colonne dirigée par Alfred Dodds marcha sur Yang-Yang en mai, et Ndiaye se déplaça vers l'est à travers le désert du Ferlo jusqu'au Fouta-Toro. Dodds installa un buur-ba fantoche et établit officiellement un protectorat sur le Djolof, mettant fin à son indépendance.

## Apparition
Le royaume du Djolof est l'un des états précoloniaux issus de la dislocation de l'Empire du Djolof au XVIe siècle, à l'instar de ceux du Kajoor, du Walo, du Sine, du Saloum, du Baol et du Fouta-Tooro.
À la suite de la bataille de Danki de 1549 qui voit la défaite de l'empereur Lélé Fouli Fak Ndiaye face aux rebelles cayoriens dirigés par Amary Ngoné Sobel Fall, fils du lamane de l'époque Dié Toufou Ndiogou Fall, l'empire du Djolof perd le contrôle de tous ses royaumes vassaux. Par conséquent, l'ancien empire est réduit, après sa dislocation, à un simple royaume enclavé au centre du Sénégal. Il survivra jusqu'à son annexion par la France en 1890 et son intégration au sein de la colonie du Sénégal.

## Liste des monarques du royaume du Djolof
Noms et dates tirés de l'ouvrage de John Stewart, African States and Rulers (1989). Les dates sont approximatives et généralement contestées par d’autres historiens car elles correspondent à une interprétation trop stricte et sans critique historique de la chronologie fournie par la tradition orale,.
| Royaume du Djolof        |                 |                 |
| al-Buri Penda            | v. 1549         | v. 1566         |
| Lat-Samba                | v. 1566         | v. 1597         |
| Gireun Buri Dyelen       | v. 1597         | v. 1605         |
| Birayma Penda            | v. 1605         | v. 1649         |
| Birayma Mba              | v. 1649         | v. 1670         |
| Bakar Penda              | v. 1670         | v. 1711         |
| Bakan-Tam Gan            | v. 1711         | v. 1721         |
| al-Buri Dyakher          | v. 1721         | v. 1740         |
| Birayamb                 | v. 1740         | v. 1748         |
| Birawa Keme              | v. 1748         | v. 1750         |
| Lat-Kodu                 | v. 1750         | v. 1755         |
| Bakaa-Tam Buri-Nyabu     | v. 1755         | v. 1763         |
| Mba Kompaas              | v. 1763         | v. 1800         |
| Mba Buri-Nyabu           | v. 1800         | v. 1818         |
| Birayamb Kumba-Gey       | v. 1818         | v. 1838         |
| al-Buri Tam              | v. 1838         | 1845            |
| Baka Kodu                | 1845            | 1847            |
| Birayamb Aram            | 1847            | 1849            |
| Birayma-Penda            | 1849            | 1849            |
| Mbanyi-Paate             | 1849            | 1849            |
| Lat-Koddu                | 1849            | 1849            |
| Interrègne (1849 – 1850) |                 |                 |
| Birayamb Ma-Dyigen       | 1850            | 1855            |
| al-Buri Peya Birayma     | 1855            | 1856            |
| Bakan-Tam Yaago          | 1856            | 1858            |
| Taanor                   | 1858            | 1863            |
| Bakan-Tam Khaari         | 1863            | 1871            |
| Amadou Seeku             | 1871            | 1875            |
| Alboury Ndiaye           | 1875            | Mai 1890        |
| Samba                    | 3 juin 1890     | 3 Novembre 1895 |
| Buuna                    | 3 Novembre 1895 | 1900            |

## Sources
- Eunice A. Charles, Precolonial Senegal : the Jolof Kingdom, 1800-1890, Brookline, MA, African Studies Center, Boston University, 1977 (lire en ligne)
- Oumar Kane, La première hégémonie peule. Le Fuuta Tooro de Koli Teηella à Almaami Abdul, Paris, Karthala,‎ 2004 (lire en ligne)
- Bara Ndiaye, Bipolarisation du Senegal du XVIe - XVIIe siecle, Dakar, HGS Editions, 2021, 166–236 p., « Le Jolof: Naissance et Evolution d'un Empire jusqu'a la fin du XVIIe siecle »
- Ogot, Bethwell A., General History of Africa V: Africa from the Sixteenth to the Eighteenth Century, Berkeley, University of California Press, 1999 (ISBN 0-520-06700-2)